# Campeonato Nacional de Futsal Feminino
O Campeonato Nacional Futsal Feminino é o principal campeonato de futsal feminino disputado em Portugal desde 2013 pelos 16 melhores clubes do país, organizado pela Federação Portuguesa de Futebol.
Entre 1996 e 2013, o vencedor da Taça Nacional Feminina Sénior de Futsal (única competição nacional de futsal feminino nesse período disputada pelos vencedores dos Campeonatos Distritais) era considerado o Campeão Nacional.

## Sistema
Criado na época 2013-14, o Campeonato Nacional é constituído por duas fases:
A Primeira Fase é composta por duas zonas (Norte e Sul) de 8 clubes cada.
Na Segunda Fase, são constituídas três poules: a de Apuramento de Campeão, formada pelos quatro clubes mais bem classificados de cada grupo na primeira Fase, e duas poules de Permanência (uma por cada zona) constituída por 4 clubes cada.
Em cada fase, todos os clubes jogam duas vezes entre si, uma na qualidade de visitante e outra na qualidade de visitado.
Descem aos distritais os 2 clubes com pior classificação de cada poule de permanência, sendo substituídos na época seguinte pelos 4 clubes melhores classificados na Taça Nacional Feminina Sénior de Futsal.

## Campeões
| Época   | Campeão        | 2º lugar              | 3º lugar                 |
| ------- | -------------- | --------------------- | ------------------------ |
| 2023-24 | SL Benfica     | Nun'Álvares           |                          |
| 2022-23 | SL Benfica     | Nun'Álvares           |                          |
| 2021-22 | SL Benfica     | Nun'Álvares           |                          |
| 2020-21 | SL Benfica     | Nun'Álvares           | Novasemente GD           |
| 2019-20 | Não atribuído  | Não atribuído         | Não atribuído            |
| 2018-19 | SL Benfica     | CRC Quinta dos Lombos | Novasemente GD           |
| 2017-18 | SL Benfica     | Sporting CP           | Novasemente GD           |
| 2016-17 | SL Benfica     | Sporting CP           | Novasemente GD           |
| 2015-16 | FC Vermoim     | Sporting CP           | SL Benfica               |
| 2014-15 | Novasemente GD | SL Benfica            | CRC Quinta dos Lombos    |
| 2013-14 | CR Golpilheira | FC Vermoim            | Restauradores Avintenses |

### Performance por clube
| Equipa                   | Vencedor | 2º lugar | 3º lugar | Campeão                                              | Segundo                   | Terceiro                           |
| ------------------------ | -------- | -------- | -------- | ---------------------------------------------------- | ------------------------- | ---------------------------------- |
| SL Benfica               | 6        | 1        | 1        | 2016-17, 2017-18, 2018-19, 2020-21, 2021-22, 2022-23 | 2014-15                   | 2015-16                            |
| Novasemente GD           | 1        | –        | 3        | 2014-15                                              | 2021–22                   | 2016-17, 2017-18, 2018-19, 2020-21 |
| FC Vermoim               | 1        | 1        | 0        | 2015-16                                              | 2013–14                   | –                                  |
| CR Golpilheira           | 1        | 0        | 0        | 2013-14                                              | –                         | –                                  |
| Sporting CP              | 0        | 3        | 0        | –                                                    | 2015-16, 2016-17, 2017-18 | –                                  |
| Nun'Álvares              | 0        | 3        | 0        | –                                                    | 2020-21, 2021-22, 2022-23 | –                                  |
| CRC Quinta dos Lombos    | 0        | 1        | 1        | –                                                    | 2018-19                   | 2014-15                            |
| Restauradores Avintenses | 0        | 0        | 1        | –                                                    | –                         | 2013-14                            |